# Сан-Джулиано-ди-Пулья

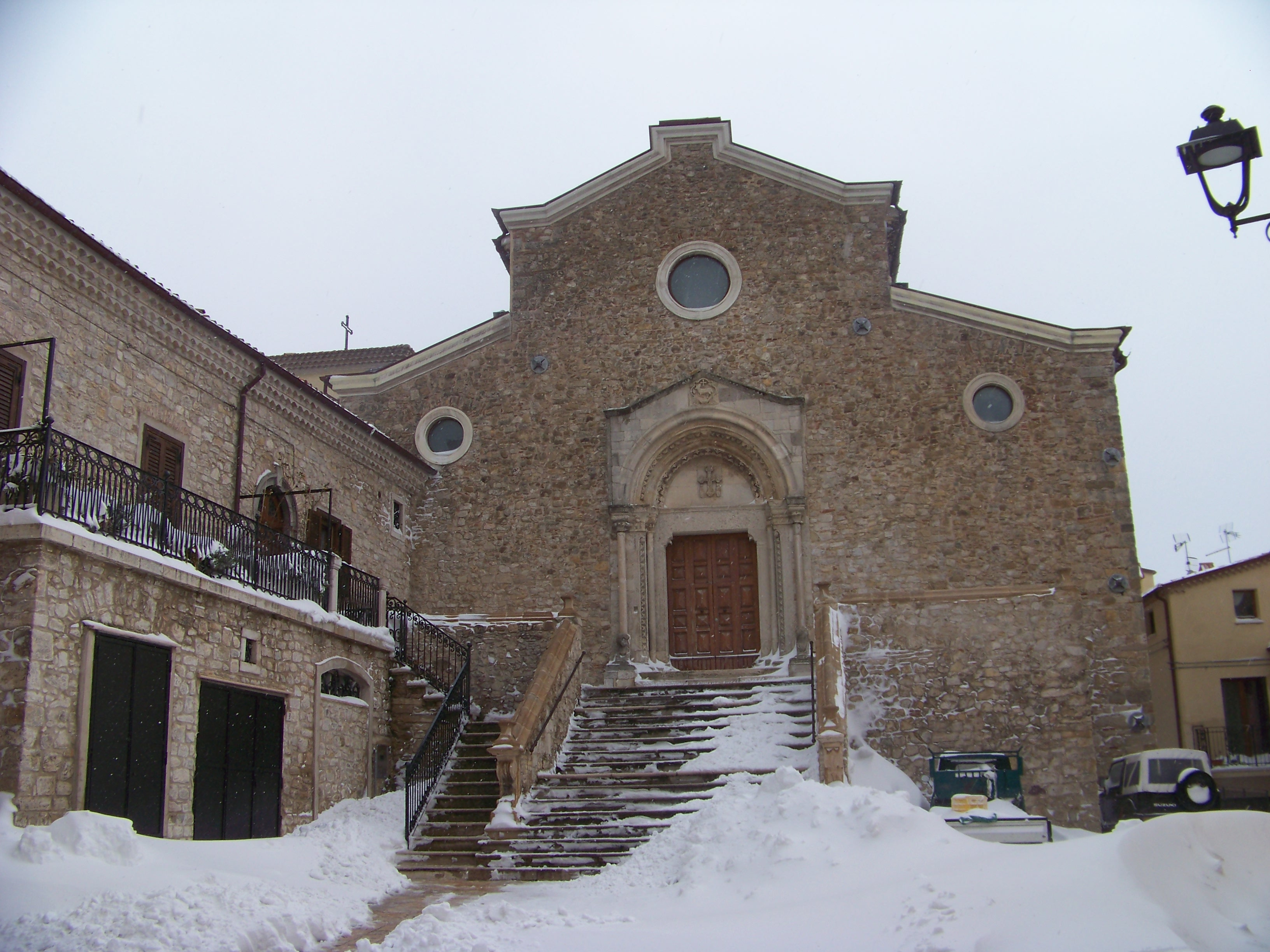
Приходской храм св.Иулиана

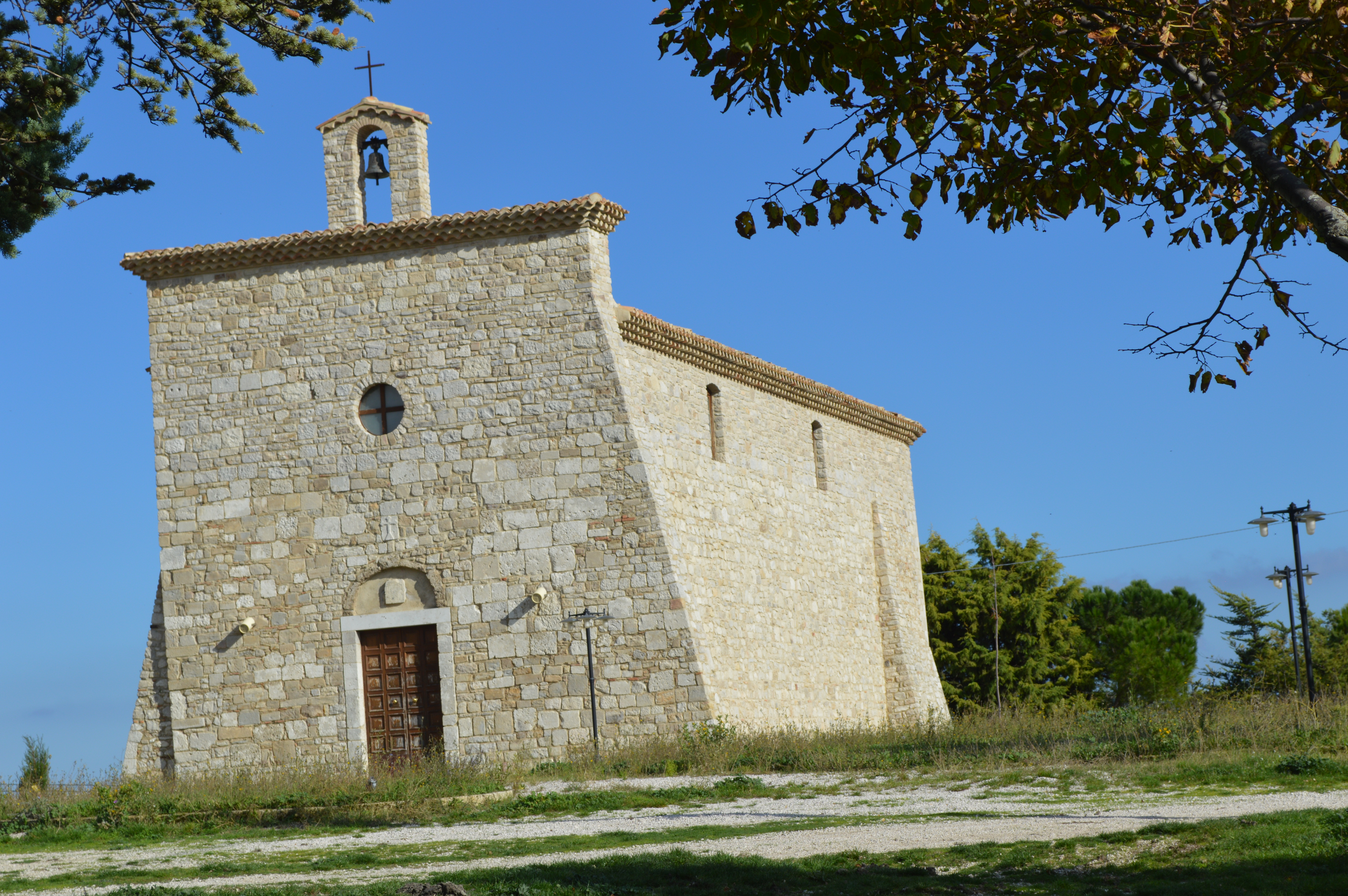
Часовня святой Елены

Сан-Джулиано-ди-Пулья (итал. San Giuliano di Puglia) —  коммуна в Италии, располагается в регионе Молизе, в провинции Кампобассо.
Население составляет 1135 человек (2008 г.), плотность населения составляет 28 чел./км². Занимает площадь 41 км². Почтовый индекс — 86040. Телефонный код — 0874.
Покровителем коммуны почитается святой Иулиан Сорский, празднование 21 мая.

## Демография
Динамика населения:

## Администрация коммуны
- Официальный сайт: